# Mordellistena smithi
Mordellistena smithi är en skalbaggsart som beskrevs av Dury 1902. Mordellistena smithi ingår i släktet Mordellistena och familjen tornbaggar. Inga underarter finns listade i Catalogue of Life.